# Asplenium × lucrosum
Asplenium × lucrosum là một loài dương xỉ trong họ Aspleniaceae. Loài này được Perrie & Brownsey mô tả khoa học đầu tiên năm 2005.
Danh pháp khoa học của loài này chưa được làm sáng tỏ. 